# Европско првенство у атлетици у дворани 1976 — 60 метара препоне за жене
Такмичење у дисциплини трчања на 60 метара са препонама у женској конкуренцији на 7. Европском првенству у атлетици у дворани 1976. године одржано је одржано је 21. фебруара у  у Атлетском делу олимпијске хале у Минхену (Западна Немачка).
Титулу европске првакиње освојену на Европском првенству у дворани 1975. у Катовицама  одбранила је Гразина Рабштин из Пољске.

## Земље учеснице
Учествовала је 10 атлетичарки из 7 земаља.
| 1. Бугарска (1) 2. Западна Немачка (1) 3. Пољска (3) 4. Совјетски Савез (2) | 1. Француска (1) 2. Чехословачка (1) 3. .Швајцарска (1) |

## Рекорди
| Рекорди пре почетка Европског првенства у дворани 1976.     | Рекорди пре почетка Европског првенства у дворани 1976. | Рекорди пре почетка Европског првенства у дворани 1976. | Рекорди пре почетка Европског првенства у дворани 1976. | Рекорди пре почетка Европског првенства у дворани 1976. | Рекорди пре почетка Европског првенства у дворани 1976. |
| ----------------------------------------------------------- | ------------------------------------------------------- | ------------------------------------------------------- | ------------------------------------------------------- | ------------------------------------------------------- | ------------------------------------------------------- |
| Светски рекорд                                              | Анелизе Ерхарт                                          | Истична Немачка                                         | 7,90                                                    | Гетеборг, Шведска                                       | 9. март 1974.                                           |
| Европски рекорд                                             | Анелизе Ерхарт                                          | Истична Немачка                                         | 7,90                                                    | Гетеборг, Шведска                                       | 9. март 1974.                                           |
| Рекорди европских првенстава                                | Анелизе Ерхарт                                          | Истична Немачка                                         | 7,90                                                    | Гетеборг, Шведска                                       | 9. март 1974.                                           |
| Рекорди после завршеног Европског првенства у дворани 1976. |                                                         |                                                         |                                                         |                                                         |                                                         |

## Освајачи медаља
|                        |                                     |                          |
| Гразина Рабштин Пољска | Наталија Лебедева Совјетски Савез\| | Божена Новаковска Пољска |

## Резултати
У ово дисциплини одржане су две трке у два нивоа:квалификације и финале. Цело такмичење одржано је 21. фебруара.

### Квалификације
У квалификацијама такмичарке су били подељени у 2 групе: прва са 6, а друга са 4 такмичарке. У финале су се квалификовале по три првпласиране из обе групе (КВ)
| Пласман | Група | Атлетичарка       | Националност    | Време | Белешка |
| ------- | ----- | ----------------- | --------------- | ----- | ------- |
| 1.      | 2     | Божена Новаковска | Пољска          | 8,09  | КВ      |
| 2.      | 1     | Љубов Кононова    | Совјетски Савез | 8,14  | КВ      |
| 3.      | 1     | Гразина Рабштин   | Пољска          | 8,16  | КВ      |
| 4.      | 1     | Наталија Лебедева | Совјетски Савез | 8,22  | кв      |
| 5.      | 2     | Урсула Шталих     | Западна Немачка | 8,25  | кв      |
| 6.      | 1     | Шантал Рега       | Француска       | 8,40  |         |
| 7.      | 2     | Тереза Новак      | Западна Немачка | 8,30  | КВ      |
| 8.      | 1     | Лидија Гусева     | Бугарска        | 8,53  |         |
| 9.      | 2     | Мета Антенен      | Швајцарска      | 8,59  |         |
| 10.     | 1     | Моника Шенауерова | Чехословачка    | 8,68  |         |

### Финале
| Пласман | Атлетичарка        | Земља                     | Резултат         | Белешка |
| ------- | ------------------ | ------------------------- | ---------------- | ------- |
|         | Гразина Рабштин    | Пољска                    | 7,96 \|СРсд, НРд |         |
|         | Наталија Лебедјева | Совјетски Савез           | 8,08             |         |
|         | Божена Новаковска  | Пољска                    | 8,14             |         |
| 4.      | Урсула Шталих      | Западна Немачка           | 8,44             |         |
| 5.      | Тереза Новак       | Пољска                    | 8,40             |         |
| 6.      | Љубов Кононова     | Совјетски СавезШвајцарска | 8,49             |         |

## Укупни биланс медаља у трци на 60 (50) метара са препонама за жене после 6. Европског првенства на отвореном 1970—1976.
|    | Земља            |    |    |    |    |
| -- | ---------------- | -- | -- | -- | -- |
| 1. | Источна Немачка* | 5* | 1  | 0  | 6  |
| 2. | Пољска**         | 1  | 3* | 4* | 6  |
| 3. | СССР             | 0  | 1  | 1  | 2  |
| 4. | Румунија         | 0  | 1  | 0  | 1  |
| 5. | Швајцарска       | 0  | 0  | 1  | 1  |
|    | Укупно {5}       | 6  | 6  | 6  | 18 |

|    | Атлетичар         | Земља           |    |    |   |   |
| -- | ----------------- | --------------- | -- | -- | - | - |
| 1. | Анелизе Ерхарт    | Источна Немачка | 2* | 2  | 0 | 4 |
| 2. | Карин Балцер      | Источна Немачка | 2  | 0  | 0 | 2 |
| 3. | Гражина Рабштин   | Пољска          | 1  | 1* | 1 | 3 |
| 4. | Тереза Сукљњевић* | Пољска          | 0  | 1* | 2 | 3 |

Екипе и такмичарке обележене звездицом освојиле су по једну медаљу у дисциплини на 50 метара 1972.